# Johnatan Mathis
Pour les articles homonymes, voir Mathis.
Johnatan Mathis, né le 7 mai 1981 à Nancy, est un rameur d'aviron français.

## Palmarès

### Championnats du monde
- 2005 à Kaizu
  -  Médaille d'or en quatre avec barreur